# كورسيكو
كورسيكو (Corsico)، مدينة إيطالية في مقاطعة ميلانو بإقليم لومبارديا وتقع على بعد حوالي 5 كم جنوب غرب مدينة ميلانو، يبلغ عدد قاطنيها 33694 ساكن ومساحتها 5.4 كيلومتر مربع. وتقع على قناة نافيليو غراندي (Naviglio Grande) كما تشكل جزءا من المنطقة الزراعية رقم 6 - وسهل ميلانو وحديقة جنوب ميلانو الزراعية.

## السكان
في سنة 1861 بلغ عدد السكان 1٬384 نسمة، وتطور العدد ليصل في سنة 2011 لـ 33٬669 نسمة.
يظهر هذا المخطط البياني تطور النمو السكاني لـ كورسيكو

## توأمة
لكورسيكو اتفاقيات توأمة مع كل من:
- مالاكوف
- ماتارو
- Regla [الإنجليزية]‏